# カラマーニコ・テルメ
カラマーニコ・テルメ（イタリア語: Caramanico Terme）は、イタリア共和国アブルッツォ州ペスカーラ県にある、人口約1,900人の基礎自治体（コムーネ）。
起源は1567年、ドミニコ会の宣教師がたまたまこの地で温泉を発見、以来温泉地として存続している。直接の鉄道の便はないが、スカーファあるいはペスカーラからバス便がある。温泉はリウマチ、関節炎、気管支炎に効能があるといい、近隣には質の高い宿泊施設も存在する。

## 地理

### 位置・広がり

#### 隣接コムーネ
隣接するコムーネは以下の通り。括弧内のCHはキエーティ県、AQはラクイラ県所属を示す。
- アッバテッジョ
- ボロニャーノ
- ファーラ・サン・マルティーノ (CH)
- ペンナピエディモンテ (CH)
- プラートラ・ペリーニャ (AQ)
- ロッカモリーチェ
- サッレ
- サン・ヴァレンティーノ・イン・アブルッツォ・チテリオーレ
- サンテウフェミーア・ア・マイエッラ
- スルモーナ (AQ)

## 行政

### 分離集落
カラマーニコ・テルメには、以下の分離集落（フラツィオーネ）がある。
- Decontra, San Nicolao, San Tommaso, San Vittorino, Santa Croce, Sant'Elia, Scagnano

## 文化・観光
「イタリアの最も美しい村」クラブ加盟コムーネである。